# 黑弗靈區
黑弗靈區（英語：London Borough of Havering，/lʌndən bʌɹə ɒv ˈheɪvəɹɪŋ/ⓘ）是英國英格蘭大倫敦外倫敦的自治市，人口227,300，面積112.27平方公里。

## 友好城市
- 法國 埃丹
- 德国 路德维希港

## 外部連結
- （英文）黑弗靈區政府網（页面存档备份，存于）

51°33′N 0°13′E / 51.550°N 0.217°E